# Sphaerochthonius transversus
Sphaerochthonius transversus är en kvalsterart som beskrevs av Wallwork 1960. Sphaerochthonius transversus ingår i släktet Sphaerochthonius och familjen Sphaerochthoniidae. Inga underarter finns listade i Catalogue of Life.